# 喬治敦 (明尼蘇達州)
喬治敦（英語：Georgetown）是一個位於美國明尼蘇達州克萊縣的城市。

## 人口
根據2020年美國人口普查的數據，喬治敦的面積為2.64平方千米，當中陸地面積為2.64平方千米，而水域面積為0.00平方千米。當地共有人口86人，而人口密度為每平方千米33人。